# Remo Lancioni
Remo Lancioni (Volterra, 5 marzo 1931) è un ex calciatore e allenatore di calcio italiano, di ruolo centrocampista o difensore.
Nella sua carriera ha vinto due campionati di Serie B, uno con il Lanerossi Vicenza (1954-1955) e l'altro con il Torino (1959-1960); in precedenza con il Piombino aveva vinto un campionato di Serie C (1950-1951).

## Carriera

### Giocatore
Lancioni iniziò la propria carriera con il Piombino. Disputò due stagioni in Serie C e altrettante in Serie B. Fu proprio in cadetteria che si affermò con i nerazzurri, arrivando a collezionare 66 presenze.
A 22 anni, Lancioni passò al Lanerossi Vicenza, con il quale conquistò la promozione in Serie A, dopo due anni, nella stagione 1954-1955. Seguirono quattro anni in massima divisione, al termine dei quali fu ceduto al Torino, appena retrocesso in Serie B. In maglia biancorossa collezionò 185 presenze (121 in A e 64 in B), realizzando una sola rete (in B), contro il Pavia, il 10 aprile 1955.
Arrivò quindi a Torino per riportare nella massima serie la squadra granata, che per la prima volta nella sua storia si trovava a giocare in Serie B. Qui ritrovò Antonio Pellis, compagno di squadra ai tempi del Piombino. Concluse la stagione al primo posto, ottenendo così la promozione. Nella stagione successiva fece il suo unico gol in Serie A, contro la Lazio, il 21 maggio 1961. Inoltre con la casacca granata esordì nelle coppe internazionali, dapprima in Coppa dell'Amicizia poi in Coppa Mitropa e Coppa delle Coppe. In quest'ultima segnò un gol contro il Monaco 1860, che permise al Torino di disputare lo spareggio della semifinale del 1965.
Concluse la carriera a 34 anni, dopo aver indossato la casacca granata per 132 volte (87 in A, 19 in B, 13 in Coppa Italia e 13 in Europa) e aver messo a segno 2 reti (1 in A e 1 in Coppa delle Coppe).

### Allenatore
Allenò il Cuoiopelli in Serie D nella stagione 1965-1966.

## Statistiche

### Presenze e reti nei club
| Stagione            | Squadra             | Campionato          | Campionato | Campionato | Coppe nazionali | Coppe nazionali | Coppe nazionali | Coppe continentali | Coppe continentali | Coppe continentali | Totale | Totale |
| Stagione            | Squadra             | Comp                | Pres       | Reti       | Comp            | Pres            | Reti            | Comp               | Pres               | Reti               | Pres   | Reti   |
| ------------------- | ------------------- | ------------------- | ---------- | ---------- | --------------- | --------------- | --------------- | ------------------ | ------------------ | ------------------ | ------ | ------ |
| 1949-1950           | Piombino            | C                   | 2          | 0          | -               | -               | -               | -                  | -                  | -                  | 2      | 0      |
| 1950-1951           | Piombino            | C                   | 1          | 0          | -               | -               | -               | -                  | -                  | -                  | 1      | 0      |
| 1951-1952           | Piombino            | B                   | 34         | 0          | -               | -               | -               | -                  | -                  | -                  | 34     | 0      |
| 1952-1953           | Piombino            | B                   | 32         | 0          | -               | -               | -               | -                  | -                  | -                  | 32     | 0      |
| Totale Piombino     | Totale Piombino     | Totale Piombino     | 69         | 0          |                 | -               | -               |                    | -                  | -                  | 69     | 0      |
| 1953-1954           | Lanerossi Vicenza   | B                   | 32         | 0          | -               | -               | -               | -                  | -                  | -                  | 32     | 0      |
| 1954-1955           | Lanerossi Vicenza   | B                   | 32         | 1          | -               | -               | -               | -                  | -                  | -                  | 32     | 1      |
| 1955-1956           | Lanerossi Vicenza   | A                   | 32         | 0          | -               | -               | -               | -                  | -                  | -                  | 32     | 0      |
| 1956-1957           | Lanerossi Vicenza   | A                   | 32         | 0          | -               | -               | -               | -                  | -                  | -                  | 32     | 0      |
| 1957-1958           | Lanerossi Vicenza   | A                   | 31         | 0          | CI              | ?               | ?               | -                  | -                  | -                  | 31+    | 0+     |
| 1958-1959           | Lanerossi Vicenza   | A                   | 26         | 0          | CI              | ?               | ?               | -                  | -                  | -                  | 26+    | 0+     |
| Totale L.R. Vicenza | Totale L.R. Vicenza | Totale L.R. Vicenza | 185        | 1          |                 | ?               | ?               |                    | -                  | -                  | 185+   | 1+     |
| 1959-1960           | Torino              | B                   | 19         | 0          | CI              | 2               | 0               | CA                 | 2                  | 0                  | 23     | 0      |
| 1960-1961           | Torino              | A                   | 32         | 1          | CI              | 4               | 0               | CM                 | 2                  | 0                  | 38     | 1      |
| 1961-1962           | Torino              | A                   | 26         | 0          | CI              | 0               | 0               | CA                 | 6                  | 0                  | 32     | 0      |
| 1962-1963           | Torino              | A                   | 14         | 0          | CI              | 3               | 0               | CM                 | 1                  | 0                  | 18     | 0      |
| 1963-1964           | Torino              | A                   | 12         | 0          | CI              | 3               | 0               | -                  | -                  | -                  | 15     | 0      |
| 1964-1965           | Torino              | A                   | 3          | 0          | CI              | 1               | 0               | CdC                | 2                  | 1                  | 6      | 1      |
| Totale Torino       | Totale Torino       | Totale Torino       | 106        | 1          |                 | 13              | 0               |                    | 13                 | 1                  | 132    | 2      |
| Totale carriera     | Totale carriera     | Totale carriera     | 360        | 2          |                 | 13+             | 0+              |                    | 13                 | 1                  | 386+   | 3+     |

## Palmarès

### Club

#### Competizioni nazionali
- Serie C: 1

Piombino: 1950-1951
- Serie B: 2

Lanerossi Vicenza: 1954-1955
Torino: 1959-1960